# Merthyr Tydfil FC
Der Merthyr Tydfil Football Club war ein walisischer Fußballverein aus Merthyr Tydfil, der in der englischen Ligenpyramide spielte, bis er 2010 Insolvenz anmelden musste. Ein Nachfolgeverein wurde unter dem Namen Merthyr Town geschaffen.

## Geschichte
Der Merthyr Tydfil FC wurde 1945 gegründet. Es besteht dabei keinerlei Verbindung zu einem gleichnamigen Fußballverein, der zwischen den Weltkriegen im Ort existierte. Merthyr Tydfil trat der englischen Southern League bei und konnte deren Premier Division insgesamt sechs Mal gewinnen (1948, 1950, 1951, 1952, 1954, 1989). Der letzte Sieg bedeutete dabei zum einen die meisten Meisterschaften in dieser Liga (ein Rekord geteilt mit dem FC Southampton), sowie zum anderen eine Zulassung für die Football Conference, die höchste je erreichte Liga des Vereins. Ab 1995 spielte Merthyr Tydfil allerdings wieder in der Southern League.

## Pokalwettbewerbe
Da Wales bis 1992 keine eigenen Fußballligen hatte, spielten sämtliche Vereine in der englischen Ligapyramide. Diese durften dann an zwei Pokalwettbewerben, dem englischen und dem walisischen, teilnehmen. Während im englischen Pokal Runde 2 das beste Ergebnis war, konnte Merthyr Tydfil den walisischen Pokal drei Mal gewinnen, nämlich 1949, 1951 und 1987.
Der Sieg 1987 bedeutete dabei die Qualifikation für den Europapokal der Pokalsieger der Saison 1987/88. Merthyr Tydfil spielte zu dieser Zeit in der Southern League Premier Division in der siebten Ebene des englischen Ligensystems und ist somit der niedrigstklassige Verein, der jemals an einem Fußball-Europapokalwettbewerb teilgenommen hat. Merthyr Tydfil schied in der ersten Runde gegen den italienischen Vertreter Atalanta Bergamo, selber ein Zweitligist, nach einem überraschenden 2:1-Hinspielsieg und einer 0:2-Niederlage in Italien aus.
Merthyr Tydfil verblieb auch nach der Schaffung einer walisischen Ligapyramide 1992 im englischen System, durfte daher nur noch an englischen Wettbewerben teilnehmen und hätte sich auch nur noch über diese für internationale Wettbewerbe qualifizieren können.